# Бічний вітер

Попереджувальний дорожний знак «Боковий вітер»

Бічний вітер або боковий вітер — це будь-який вітер, який має перпендикулярну складову до лінії або напрямку руху того чи іншого рухомого об'єкта.
Такий вітер впливає на аеродинамічні властивості багатьох видів транспорту. Він може зміщувати траєкторію руху транспортного засобу убік, що може становити небезпеку. З іншого боку, непарарельний до напрямку вітру рух посилює вплив на об'єкт, що рухається, вимпельного вітру, тому бічний вітер може бути використаний як перевага (наприклад, для вітрильних суден, кайтсерфінгу, кайтингу тощо).

## Визначення
Вітер можна розбити на дві ортогональні складові: паралельний руху об'єкта вітер (дме у напрямку руху або проти нього) і вітер, перпендикулярний до нього. Складову вітру, яка не є строго паралельною, називають бічним вітром. Паралельна складова лише прискорює або сповільнює об'єкт, тоді як перпендикулярна компонента викликає його зсув убік.
Компонент бокового вітру обчислюється множенням швидкості вітру на синус кута між вітром і напрямком руху, тоді як компонент зустрічного вітру обчислюється за схожою формулою з косинусом замість синуса. Наприклад, у вітра зі швидкістю 10 вузлів, що дме під кутом 45 градусів з будь-якого боку, компонент бічного вітру дорівнюватиме 10 вузлів × sin(45°), а компонент зустрічного/попутного вітру — 10 вузлів × cos(45°). В даному випадку обидва значення дорівнюють 7,07 вузла.

## Вплив

### Авіація
В авіації бічний вітер може впливати на всі етапи польоту, але найбільш помітний його ефект на етапах зльоту та посадки.
При сильному бічному вітрі крило, що знаходиться з боку вітра, має більшу підйомну силу, ніж інше, і пілот має коригувати це за допомогою кермів. Для більшості комерційних літаків нормально діяти в умовах бічного можливо при його швидкості в приблизно 30 вузлів (за умов сухої злітно-посадкової смуги).
Додатковою проблемою є те, що в негоду напрямок і швидкість вітру можуть змінюватися дуже різко (див. Градієнт вітру). Не завжди вдається підібрати таку злітно-посадкову смугу, щоб літак міг рухатися в оптимальному напрямку, тобто за вітром (тому більшість великих аеропортів мають кілька злітно-посадкових смуг, розташованих у різному напрямку).
Посадка при бічному вітрі виконується зі злегка повернутим у бік вітру носом літака, щоб компенсувати дрейф. Англійською цей прийом називається «крабінг», відсилаючи до тварин крабів, що пересуваються, ходячи не вперед, а вбік. Літак має бути вирівняний відносно центральної лінії злітно-посадкової смуги безпосередньо перед приземленням або одразу після нього. На сучасних авіалайнерах встановлені системи електронного управління польотом, які дозволяють автоматично компенсувати певні ефекти бокового вітру. Літальні апарати невеликого розміру часто можуть приземлятися за наявності бічного вітру без обмежень, але він все одно може впливати на безпеку рулювання.
В міжнародній авіаційній термінології термін бічний вітер (англ. crosswind) іноді скорочується до X/WIND. Його швидкість вимірюється у вузлах (англ. knot, скорочено kt). Часто використовується форма множини у таких виразах, як «with 40kt crosswinds» (дослівно «з бічними вітрами у 40 вузлів»).

### Морська навігація
Вітрильники з давніх часів використовують бічний вітер, відсуваючи вітрила від осі судна, щоб підтримувати на вітрилах ламінарний потік.
Коли вітрильник знаходиться найближче до вітру (під кутом 45°), вітрила майже вирівняні по осі човна, щоб забезпечити оптимальний ламінарний потік повітря на вітрилі. Достатньо відхилившись від осі вітру (близько 60°), вітрильник значно збільшує швидкість, крен зменшується, удари хвиль стають менш сильним. Таким чином, рух під бічним вітром часто є оптимальним як з точки зору швидкості, так і комфорту моряків.

### Наземний транспорт
Бічний вітер також може спричинити труднощі для наземних транспортних засобів, які рухаються по мокрій або слизькій дорозі (сніг, лід, стояча вода і тому подібне). Небезпека полягає у тім, що створювана вітром підйомна сила, може спричинити втрату зчеплення транспортного засобу або зміну напрямку руху. Особливо вразливі транспортні засоби, які мають велику бічну площу — фургони, позашляховики, тягачі тощо. Бічний вітер силою 7 балів за шкалою Бофорта може перекинути навіть легку вантажівку, якщо вона рухається на великій швидкості. Найбезпечніший спосіб боротьби з бічним вітром для автомобілістів — це знизити швидкість, щоб зменшити вплив підйомної сили.